# 麻生千晶
麻生 千晶（あそう ちあき、1938年〈昭和13年〉2月8日 - ）は、日本の作家、評論家、コメンテーター。女性。週刊誌などのテレビ番組や芸能人に対する批評で知られる。ジェイ・キャストの「てれび見朱蘭」では黄蘭名義。

## 来歴
岡山県出身。1961年（昭和36年）、東京大学文学部仏文科卒業。
1969年（昭和44年）、『小説現代』にて『ビフテキとブラームス』を発表し作家デビュー。以降はコメンテーターとして辛口のテレビ批評などを新聞・雑誌で長期連載している。日本民間放送連盟賞、広告電通賞、放送批評懇談会ギャラクシー賞、文化庁芸術選奨放送部門推薦委員、文化庁芸術祭放送部門テレビドラマ選考委員ほか、選考委員多数を務める。
映像評論、音楽評論も手がけ、『毎日新聞』に「火曜サロン」、『サンデー毎日』に「TV or not TV」、『アサヒ芸能』に「テレビ欄」、『東京中日スポーツ』に「やじうまテレビ」、『週刊現代』に「男を叱る」「私のテレビ評」、『週刊新潮』に「たかが、されどテレビ」、『産経新聞』「直言曲言」欄などをそれぞれ長期連載。『週刊フジテレビ批評』のコメンテーターとして出演。『TVnavi』に「麻生千晶のわがままテレビ」、『フジサンケイ ビジネスアイ』に「メディア斬り」を連載。

## エピソード
- 女優の裕木奈江が主演したドラマ『ポケベルが鳴らなくて』（日本テレビ）の略奪愛的な役柄が契機となってバッシングされた際に、批判の急先鋒となった。その後裕木が、2004年（平成16年）9月から文化庁の在外研修生としてギリシャに一年間国費留学が決まった際にも、「彼女はどこが新進で、どこが芸術家なのでしょうか。未来の才能を見いだそうというよりは、よく知られた人を選んでおこうという国側の安易な姿勢を感じます」と批判した[4]。
- ジャーナリストの山本美香がシリアの内戦を取材中、政府軍とされる者らの銃撃を受け死亡した際に、J-castの自らが担当するコーナーの記事で、死者に鞭打つつもりはないことは前提で「中東の国の、対立する2派が完全武装して一触即発の戦争状態にある最前線で、そうでなくても目立つ他国の女が、いかに武装した男たちの後に続いたとはいえ、丸腰で赤ちゃんに笑顔を見せながら歩くとは非常識極まりない。想像力欠如、戦争の何たるかがわかっていない。結果は自己責任である。ピュリッツァー賞狙いかと勘繰りたくなる。同行の佐藤某とは男女の仲だそうだし何がジャーナリストだ」と、山本のジャーナリストとしてのスタンスを酷評した[5]
- 『エンジン』（フジテレビ）が放送開始の際は、「木村くんは“オンリーワン”ですね。子供ができても、ドラマに入ると本人の（私生活の）情報を忘れるくらい魅力がある。演技がうまいのではなく天性の自然体だし、脚本もいい。（視聴率は）落ちないと思いますよ」と評した[6]。
- 2011年（平成23年）、「視聴率のために品のない芸能人を使い続けている」として、テレビ局と所属する大手プロダクション（吉本興業）の姿勢を批判した[7][8]。
- 2021年（令和3年）、黄蘭名義で執筆するJ-CASTニュース「てれび見朱蘭」にて、上原浩治（元読売ジャイアンツ）の容貌を不必要に侮辱した記事に対し、上原は自身のInstagramにて当該記事のスクリーンショットと共に不快感を表明。これを受けたジェイ・キャスト側は謝罪のうえでコラム内容を一部削除、再編集した[9]。のちに「てれび見朱蘭」の連載を終了し、過去の全記事が削除された[10]。

## 人物
- 夫は元毎日新聞記者で山梨学院大学教授を務めた本田哲夫[11]。
- 阪神ファンでアンチ巨人[12]、SMAPファンでもある[13]。
- 闘病記『心のノート 千晶、いのちの記録』（文芸社刊、2000年）の著者は、同姓同名の別人である。

## 著書
- 世紀末、どくぜつテレビ（新潮社、1998年7月、ISBN 4104250015）
- 美空ひばりは鶴だった（扶桑社、2005年6月、ISBN 4594049540）
- 麻生千晶のメディア斬り（産経新聞出版、2008年、ISBN 4819110012）